# 페데리코 몸포우

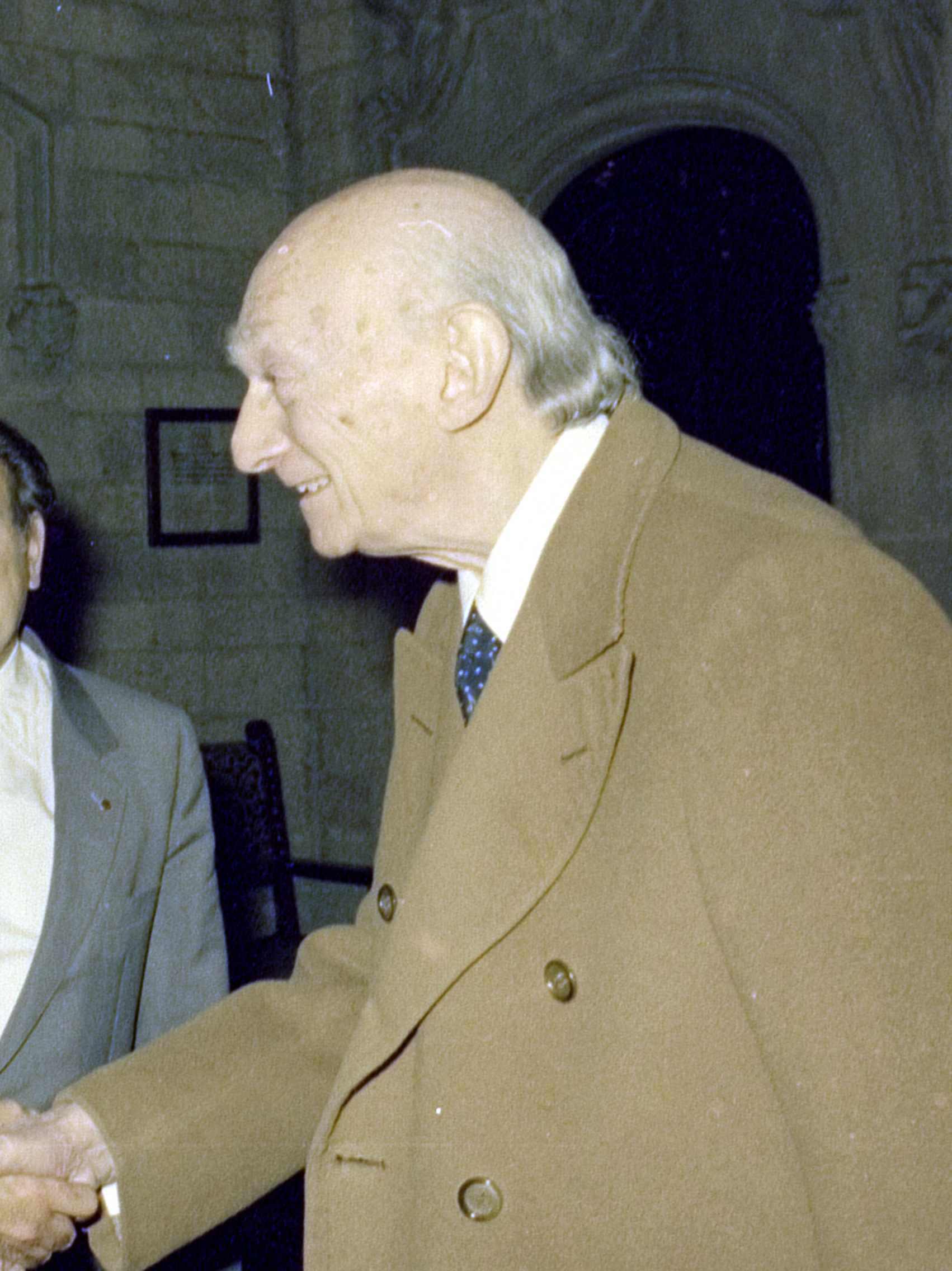
1980년의 모습

페데리코 몸포우 덴코즈(카탈루냐어: Frederic Mompou Dencausse [fɾəðəˈɾiɡ mumˈpow], 1893년 4월 16일 ~ 1987년 6월 30일)은 카탈루냐의 작곡가이자 피아니스트이다. 피아노 독주곡과 성악곡으로 유명하다. 일명 '스페인의 쇼팽'으로도 알려져 있다.

## 생애
몸포우는 1893년 바르셀로나에서 변호사인 아버지 페데리코 몸포우의 아들로 태어났다. 페드로 세라에게 피아노를 배웠으며, 가브리엘 포레가 원장으로 있는 프랑스의 파리 음악원으로 유학을 준비했다. 몸포우는 포레의 연주를 9세에 바르셀로나에서 들은 적이 있었다. 엔리케 그라나도스에게 추천서를 받았는데, 제출하지는 않았다.
1917년에 제1차 세계 대전을 피해 바르셀로나로 돌아왔다가, 종전 후 1921년에 다시 파리로 돌아갔다. 거기서 몸포우는 클로드 드뷔시의 진정한 계승자라는 평을 받았다. 연주도 여러 차례 했는데, 전부 사적인 연주회였다. 1931년에는 나치 독일을 피해 다시 카탈루냐로 돌아갔다. 그러나 결국 스페인 내전이 일어났고, 몸포우는 음악만으로는 생계를 유지하지 못해 종 만드는 부업을 시작했다. 1957년에 64세의 나이로 30살 연하의 카르멘 브라보와 결혼했다. 프란시스코 프랑코의 초기 지지자 중 한 명이었다. 1987년에 호흡기 이상으로 사망했다.

## 스타일
몸포우는 짧고 즉흥적인 미니멀 음악을 많이 작곡하였는데, 친근하고 섬세한 음악적 색채를 지녔다고 평가받는다. 에릭 사티, 가브리엘 포레 등 프랑스 인상주의 음악가들의 영향을 받았다. 종 소리를 오스티나토를 사용해 묘사하는 기법을 주로 사용하였는데, 종 제작가 집안인 외가로부터 받은 영향으로 분석한다.
G♭–C–E♭–A♭–D 의 화성진행을 주로 사용했다.